# Les Fenner
Les Fenner (...) è un ex bobbista statunitense.

## Biografia
Viene ricordato come vincitore di una medaglia di bronzo nella sua disciplina, ottenuta ai campionati mondiali del 1969 (edizione tenutasi a Lake Placid, Stati Uniti d'America) insieme ai suoi connazionali Robert Huscher, Allen Hachigian e Howard Siler.
Nell'edizione l'oro andò alla nazionale tedesca.